# Calea ferată Băbeni - Alunu
Calea ferată Băbeni-Alunu, trecută în Mersul Trenurilor ca secția 205, este o cale ferată secundară care face legatură între localitățile Băbeni și Alunu, ambele situate în județul Vâlcea. Linia a fost construită între anii 1982 - 1987 și a fost deschisă ca linie industrială cu scopul de a facilita transportul de lignit din bazinele carbonifere de la Alunu și Berbești către Centrala electrică de termoficare Govora și are o lungime de 41 km. Linia are ecartament normal de 1.435 mm, este simplă și neelectrificată. Construcția liniei s-a realizat în trei etape: în prima etapă s-a realizat sectorul Băbeni - Popești (inaugurat în 1984), în a doua etapă s-a realizat sectorul Popești - Berbești iar în a treia etapă sectorul Berbești - Alunu (inaugurat în 1987).
Linia se desprinde din secția 201 Podu Olt - Piatra Olt în apropiere de stația Băbeni, se înscrie pe valea râului Luncavăț și traversează dealurile râurilor Luncavăt, Cernișoara, Cerna și Târâia prin 4 tuneluri (Groși, Cerna, Copăceni și Berbești), în lungime totală de aproape 4 km. Linia a fost construită într-o zona cu instabilități masive ale terenului și, de-a lungul anilor, linia a fost frecvent afectată de alunecări de teren. În 2005 un tren marfar a deraiat iar circulația a fost închisă câteva luni. Din acest motiv, între stațiile Popești Vâlcea (km 17) și Berbești (km 36) trenul are o restricție de viteză de 15 km/h iar un tren Regio străbătea acest tronson în două ore și jumătate. În apropiere de stația Copăceni se desprindea o ramificație spre exploatarea minieră Copăceni dar linia a fost desființată o dată cu închiderea minei. La data de 15 martie 2012 transportul călătorilor pe această secție a fost preluat de compania Regiotrans. Traficul de marfă este asigurat de Servtrans. Începând cu luna decembrie 2014, traficul de călători pe această rută a fost sistat din cauza numărului redus de călători, linia fiind deschisă doar traficului de marfă.
În ultima parte a anilor 1980 exista un proiect de prelungire a liniei până în localitatea Seciurile din județul Gorj pentru a se realiza legătura cu tronsonul Târgu Cărbunești - Albeni - Seciurile, realizându-se astfel legătura directă între Băbeni și Târgu Cărbunești. Pe plan local acest tronson urma să realizeze o legătură feroviară directă între Râmnicu Vâlcea și Târgu Jiu iar pe plan național, împreună cu tronsonul Vâlcele - Bujoreni Vâlcea, urma să reducă distanța dintre București și Petroșani cu 91 km. Lucrările la tronsonul Alunu - Seciurile au demarat în anul 1987 când s-a început construcția unui viaduct și săparea a trei tuneluri (Roșia, Seciuri și Dobrana) din care două au fost străpunse. Lucrările la acest tronson au fost abandonate după 1990.
Stațiile de pe acest tronson sunt:
- Băbeni
- Șirineasa h.
- Popești Vâlcea Hm.
- Cernișoara h.
- Copăceni Hm.
- Berbești
- Alunu

## Galerie foto

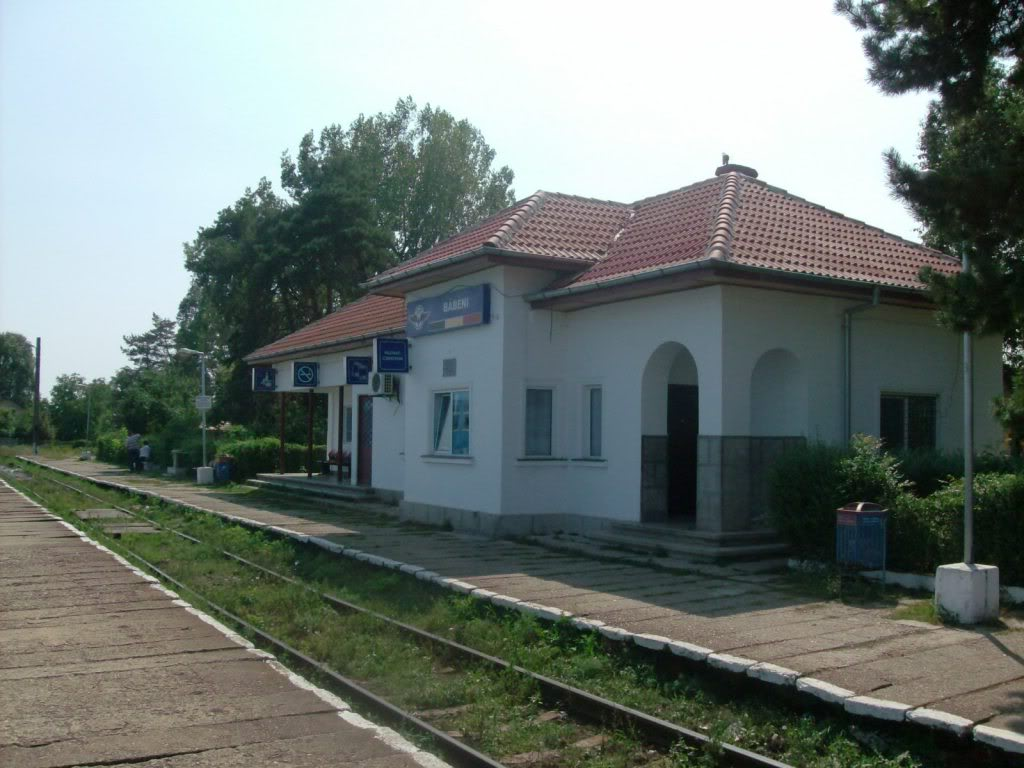
Staţia Băbeni
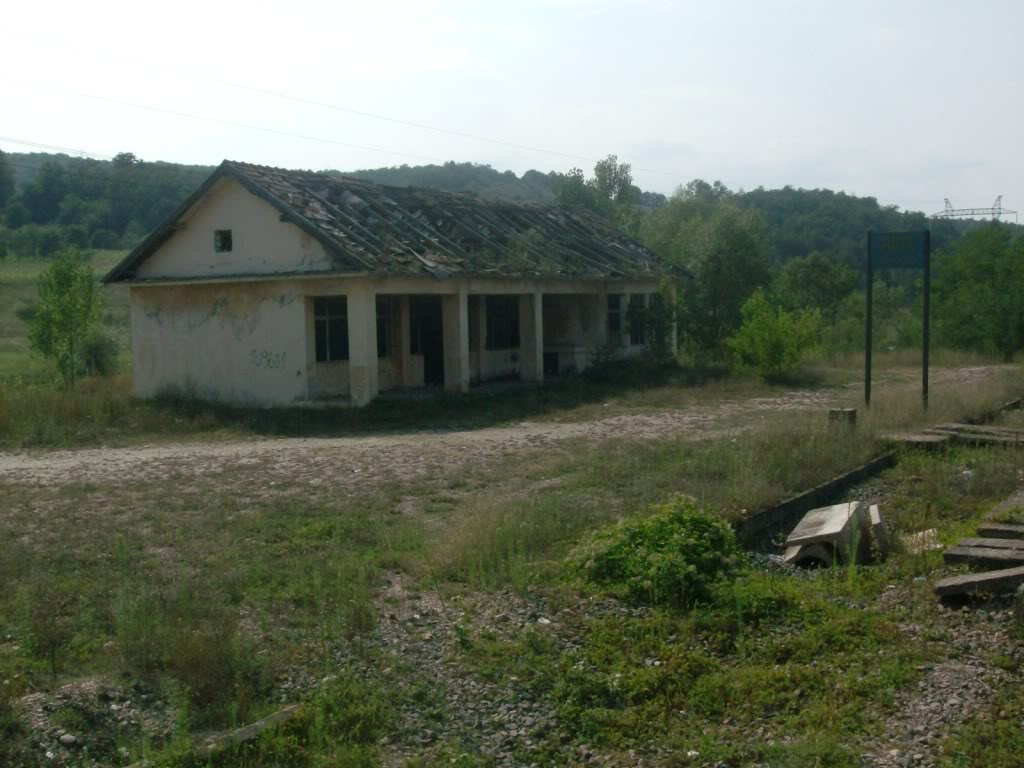
Halta Şirineasa
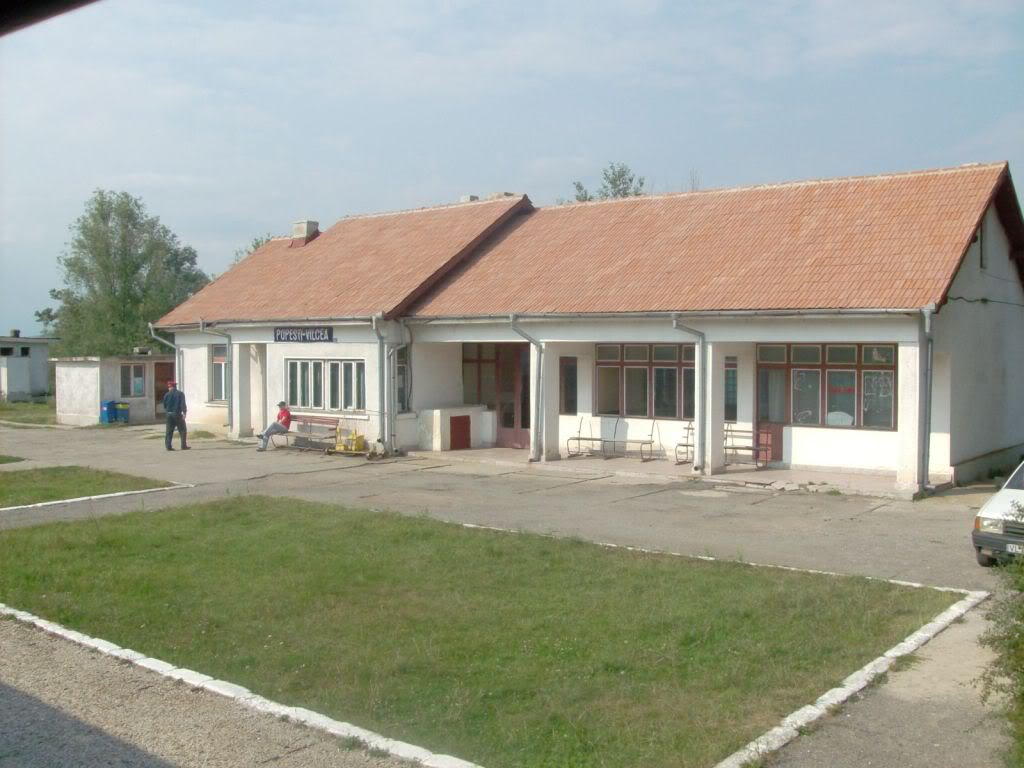
Staţia Popeşti Vâlcea
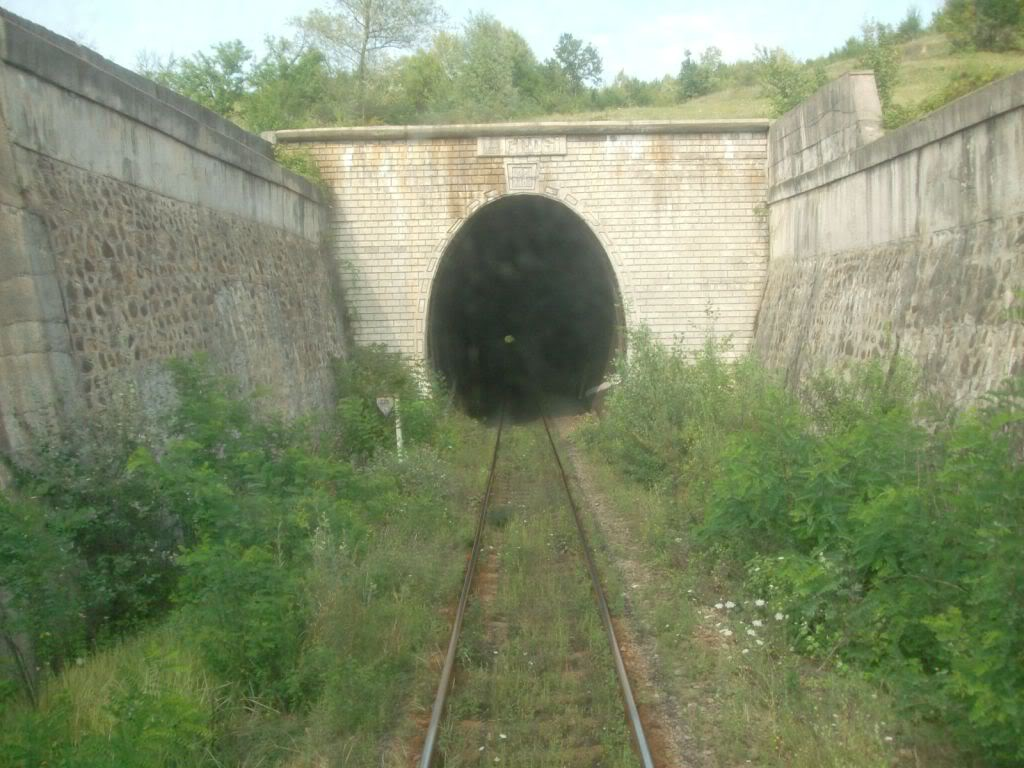
Tunelul Groşi
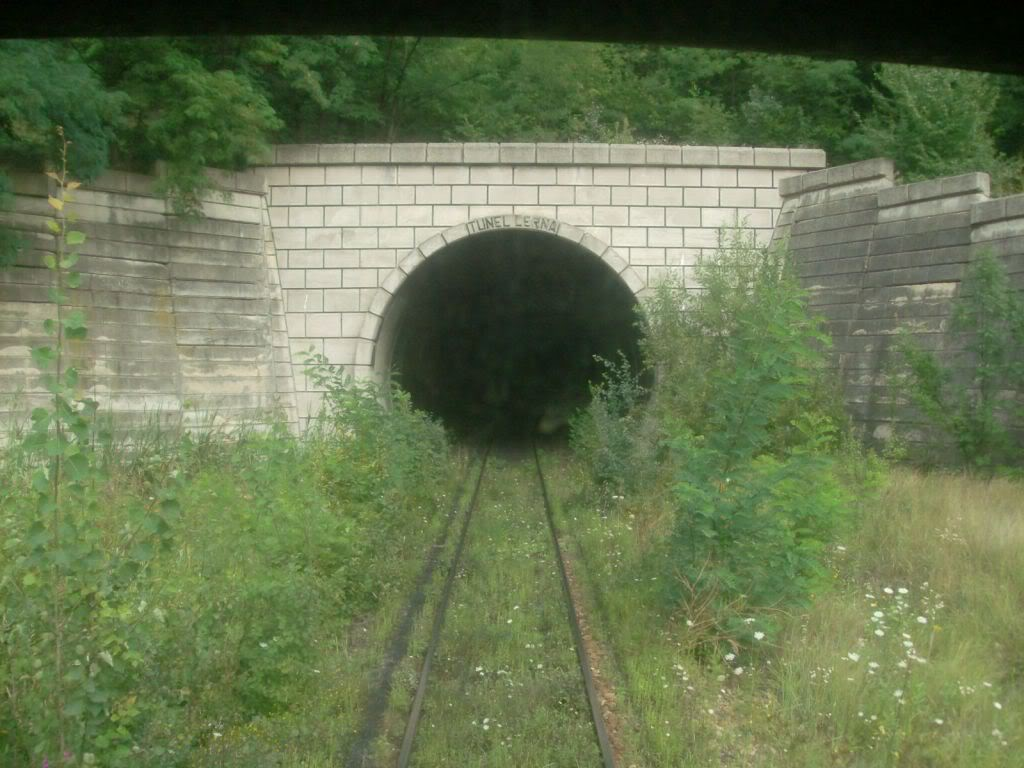
Tunelul Cerna
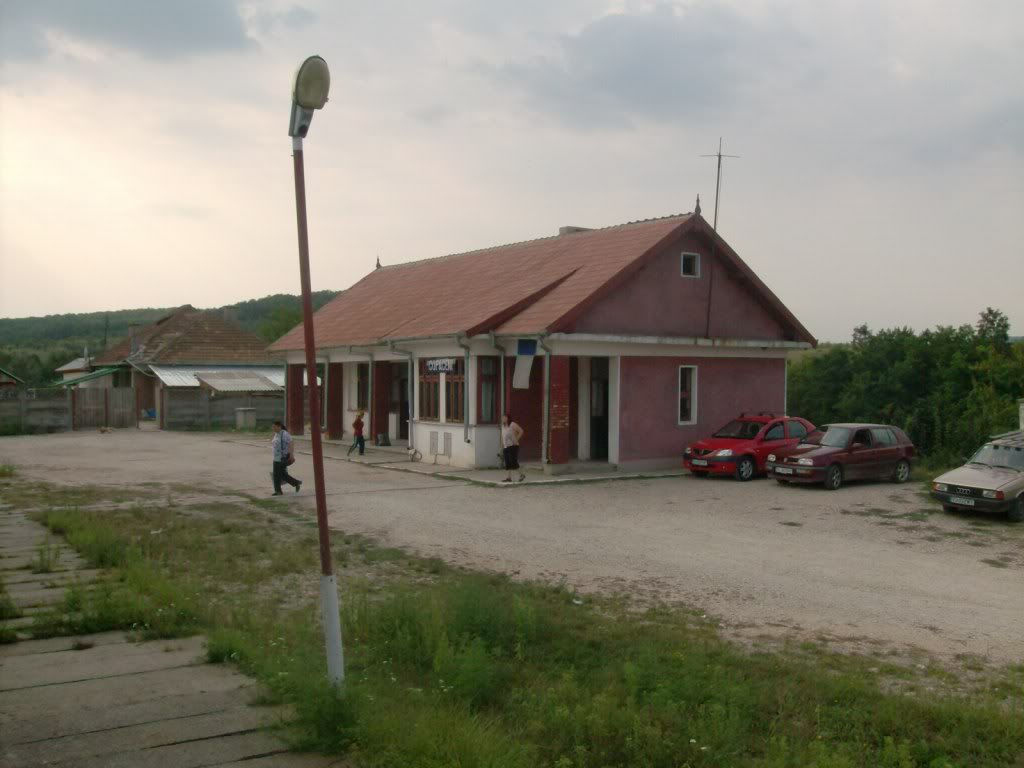
Staţia Copăceni
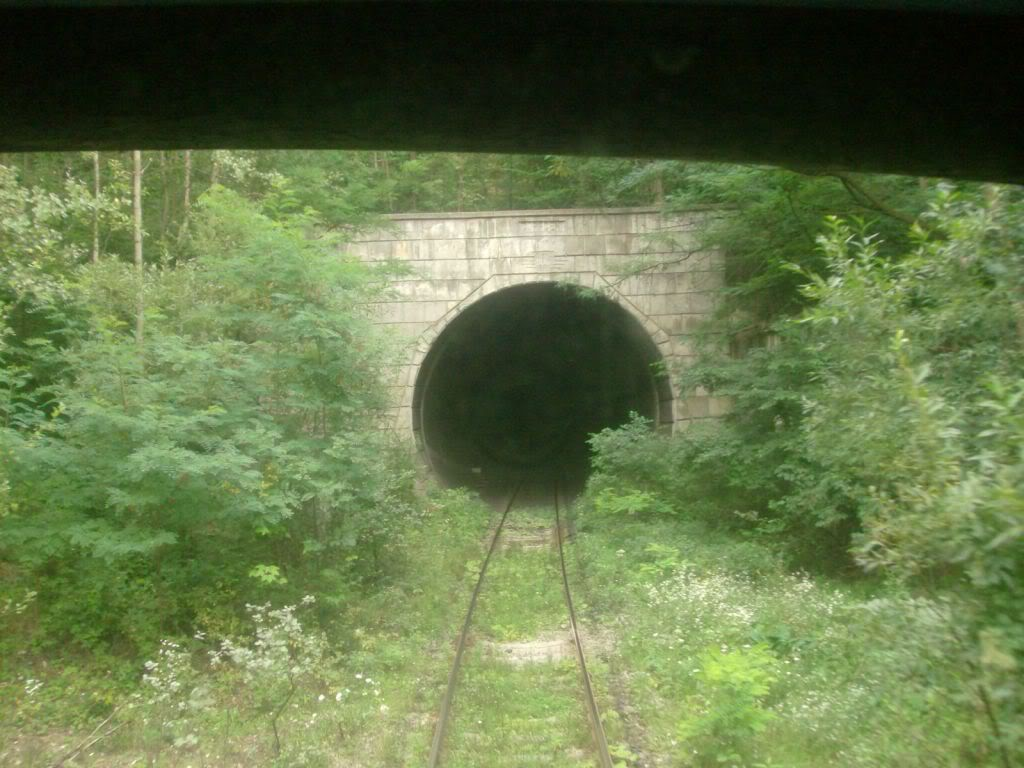
Tunelul Copăceni
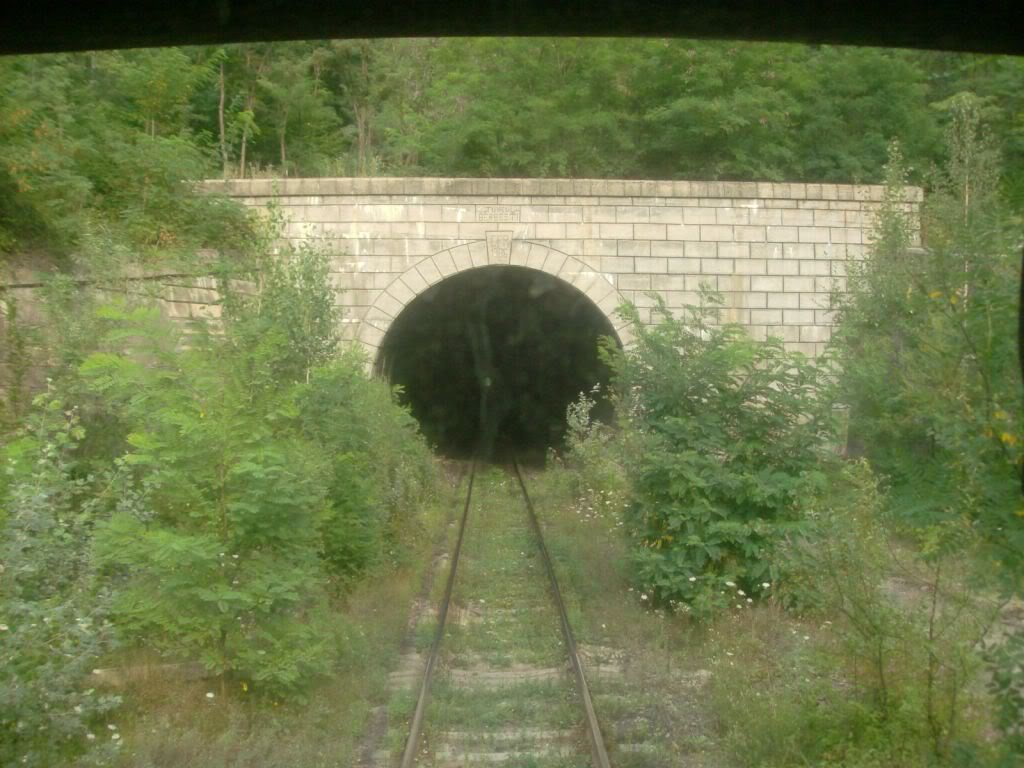
Tunelul Berbeşti
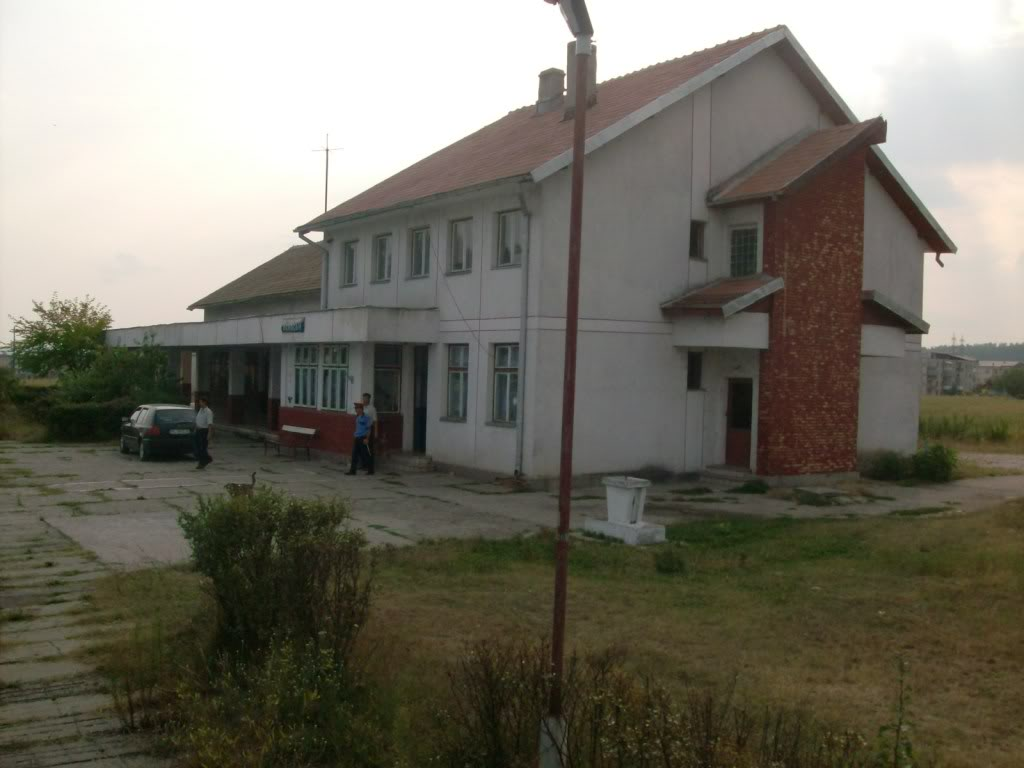
Staţia Berbeşti
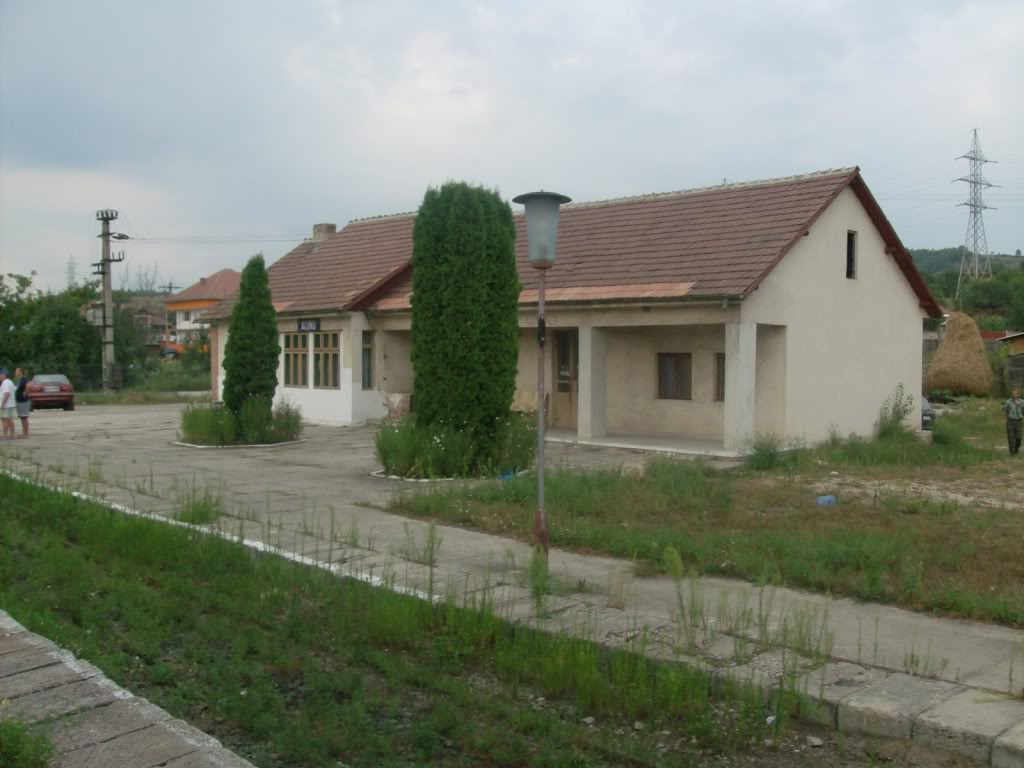
Staţia Alunu